# Eriochilus helonomos
Eriochilus helonomos är en orkidéart som beskrevs av Stephen Donald Hopper och Andrew Phillip Brown. Eriochilus helonomos ingår i släktet Eriochilus och familjen orkidéer. Inga underarter finns listade i Catalogue of Life.